# Cabrera (Insel)
Cabrera („Ziegeninsel“; ehemals: Capria) ist eine der kleineren der zu Spanien gehörenden Balearischen Inseln. Sie befindet sich südlich von Mallorca im Mittelmeer und ist die größte Insel eines Mallorca vorgelagerten Felsinsel-Archipels. Verwaltungsmäßig gehört die Inselgruppe von Cabrera zum Distrikt Centre bzw. zur Zone Ciutat Antiga der mallorquinischen Hauptstadt Palma.

## Geografie

### Lage und Ausdehnung
Die Insel Cabrera hat eine maximale Nord-Süd-Ausdehnung von 5,53 Kilometern und eine Ost-West-Ausdehnung von 5,29 Kilometern. Ihre Fläche beträgt 15,69 km², die Länge der Küstenlinie 38 Kilometer. 
Administrativ ist die Insel ein Bestandteil von Palma. Sie liegt 13,6 Kilometer vor der Küste Mallorcas.
Die einzige Siedlung auf Cabrera ist Es Port.

### Cabrera-Archipel
Der Cabrera-Archipel besteht aus 18 Inseln mit einer Gesamtfläche von 18,36 km² und einer Küstenlinie von 54 Kilometern. Außer Illa de Cabrera selbst gehören folgende Inseln zum Cabrera-Archipel:
Estel de Fora, Estel des Coll, Estel de s’Esclata Sang, Estels Xapats (zwei Inseln), Illa de l’Imperial, Illa des Conills, Illa de ses Bledes, Illa de ses Rates, Illa des Fonoll, L’Esponja, Na Foradada, Na Plana, Na Pobra, Na Redona, s’Illot de na Foradad und s’Illot Pla.
Der gesamte Archipel gehört zum 1991 errichteten Nationalpark Archipiélago de Cabrera und ist, abgesehen von einer Garnison der spanischen Streitkräfte und einigen wenigen zivilen Bewohnern, fast unbewohnt. Geologisch gehört die Insel zu Mallorca, vor ca. 15.000 Jahren wurde Cabrera von Mallorca abgetrennt.

### Landschaft

#### Übersicht
Die Küste ist überwiegend steil und felsig.
Die Landschaft ist teilweise verkarstet, wofür die wilden Ziegen verantwortlich waren, die mit ihrem Appetit auf frisches Grün jeden Baumwuchs im Keim erstickten. Sie wurden von der Insel gebracht, weil die Gefahr bestand, dass sie alles Grün abgrasen.
Die Insel besitzt viele felsige Buchteinschnitte mit einigen Sandstränden, darunter ein sehr großer, windgeschützter Naturhafen. Die höchste Erhebung ist 172 Meter hoch (es Penyal Roig) im südwestlichen Teil der Insel, Erhebungen ähnlicher Höhe sind über die gesamte Insel verteilt.
Es gibt mehrere Höhlen, unter anderem die berühmte Cova Blava („Blaue Grotte“). Es gibt keine nennenswerten Wasserläufe auf der Insel und damit keine ins Meer gespülten Sedimente, sodass das Meerwasser sehr klar ist.
Im Jahr 1991 wurde der Archipel einschließlich des umliegenden Meeresgebietes zum Nationalpark erklärt. Seit dem 1. Juli 2008 besteht in Colònia de Sant Jordi, am Plaça Es Dolç, ein Besucherzentrum des Nationalparks Cabrera.

#### Buchten
vom Hafen aus im Uhrzeigersinn:
| - Cala Gandulf - Cala Santa Maria - Cala Ambuxa | - Cala des Governador - Cala des Calamars - Cala Anciola | - Cala Coll Roig - Cala Mal Entredor - Cala Galiota |

#### Kaps
ebenfalls vom Hafen aus im Uhrzeigersinn:
| - Cap Xurigué - Cap des Moro Botí - Cap Ventós - Cap de sa Carabassa | - Cap Falcó - Punta de Anciola (mit Leuchtturm) - Cap Vermell - Cap de Llebeig |

#### Höhlen
- Cova Blava
- Cova des Mastral
- Cova des Amich

## Flora und Fauna
Die Insel ist zu großen Teil von der mittelmeertypischen Macchie bedeckt. Typisch sind wilde Olivenbäume, Mastix und Wacholder. Es gibt größere Bestände von Riesenfenchel. Zu den ansässigen Tieren gehören mehrere Unterarten der Balearen-Eidechse.

## Geschichte

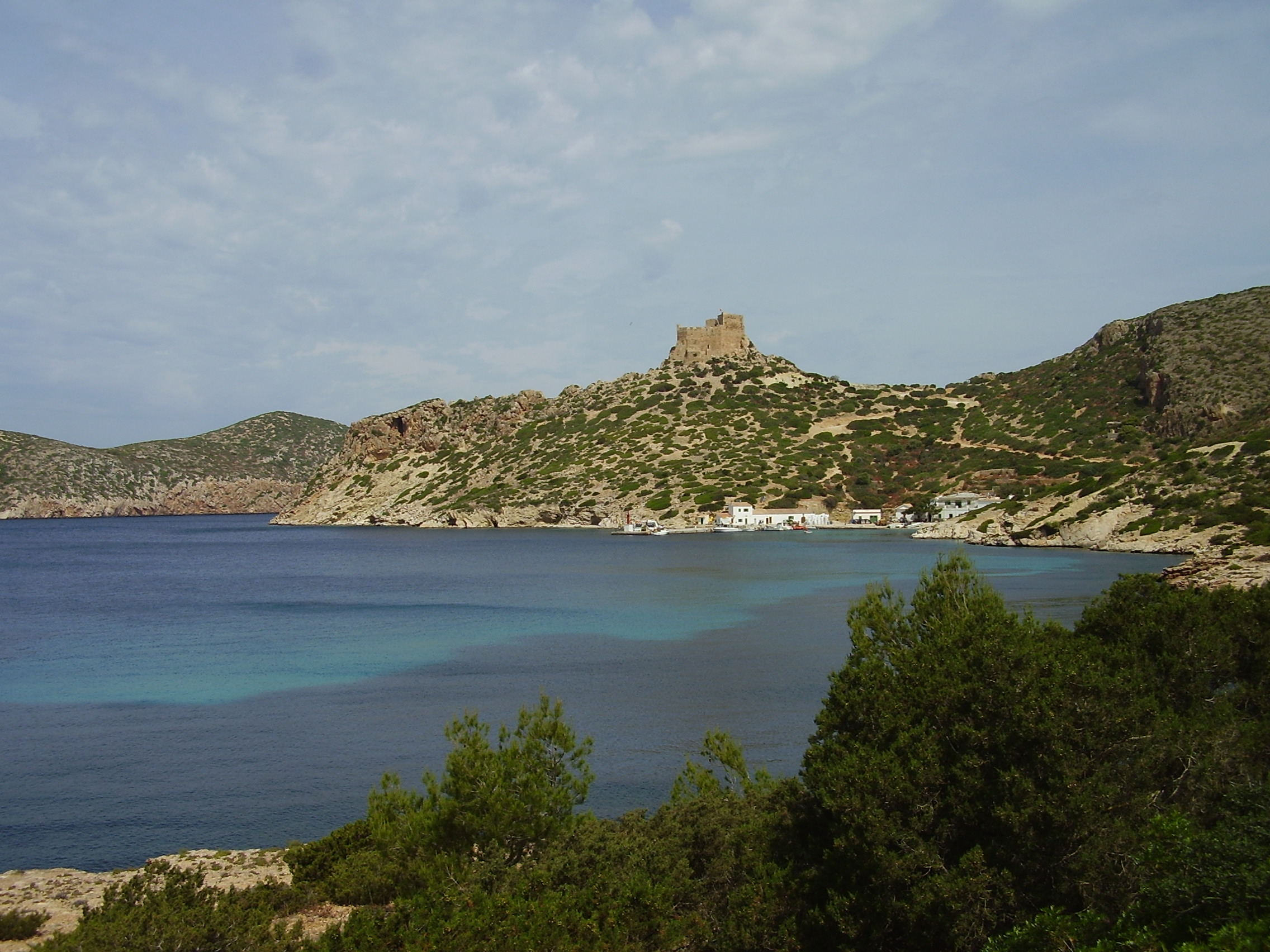
Kastell

Nach Phöniziern und Karthagern kannten auch die Römer die Insel. Plinius der Ältere nannte sie in der Naturalis Historia: „Von der grösseren [Baleareninsel] liegt Capraria [Cabrera], in deren Nähe die Schiffe häufig scheitern, 12,000 Schritte über dem Meere hin entfernt; der Stadt Palma gegenüber liegen die Maenarien [Malgrates], Tiquadra [Dragonera] und die kleine Insel des Hannibal [Toro].“ In Lexika und Reiseführern wird Cabrera oder eine östlich davon gelegene, in der Neuzeit unbewohnte kleinere Insel namens Conejera als Geburtsort des karthagischen Feldherrn Hannibal genannt, wobei teilweise auf die Aussage eines antiken Schriftstellers Plinius verwiesen wird, ohne Angabe, ob es sich um Plinius den Jüngeren oder Plinius den Älteren handeln soll.
Ab dem 5. Jahrhundert gab es auf Cabrera ein Kloster, das 603 von Papst Gregor erwähnt wird. Wie lange das Kloster bestand, ist nicht bekannt.
Einige Zeit gehörte die Insel mit den Balearen zum Byzantinischen Reich. Im 14. Jahrhundert, unter der Herrschaft der Krone von Aragonien, wurde über der Hauptbucht von Cabrera, einem tiefen und windgeschützten Naturhafen, eine Burg zum Schutz vor Piratenüberfällen errichtet.
Während des sogenannten Spanischen Unabhängigkeitskrieges von 1807 bis 1814 wurde auf der unbewohnten Insel ab 1809 eine Art Internierungslager für einen Teil jener französischen Gefangenen eingerichtet, die nach der Schlacht bei Bailén im Jahr zuvor in spanische Hände gefallen waren. Von den insgesamt etwa 18.000 Gefangenen der Grande Armée wurden inklusive Schweizer Söldnern rund 12.000 auf die Insel verbracht. Ohne ausreichend Wasser, Nahrungsmittel und medizinische Versorgung zu haben, starben dort zwischen 3.500 und 5.000 von ihnen. Ein Denkmal in der Mitte der Insel erinnert heute an diese tragische und fast vergessene Episode der Inselgeschichte.
Im 19. Jahrhundert wurden die Leuchttürme der Insel errichtet und ein neuerlicher Besiedlungsversuch fand statt. Ein zu jener Zeit durch die Familie Feliu erbauter Weinkeller dient heute als Raum für das ethnografische Museum. Aufgrund der strategischen Lage wurden die Besitzungen auf Cabrera während des Ersten Weltkriegs im Jahr 1916 enteignet und eine Garnison errichtet. Sie besteht noch heute. Die Insel ist militärisches Sperrgebiet, sodass die Besichtigung mit Einschränkungen verbunden ist.

## Sehenswürdigkeiten

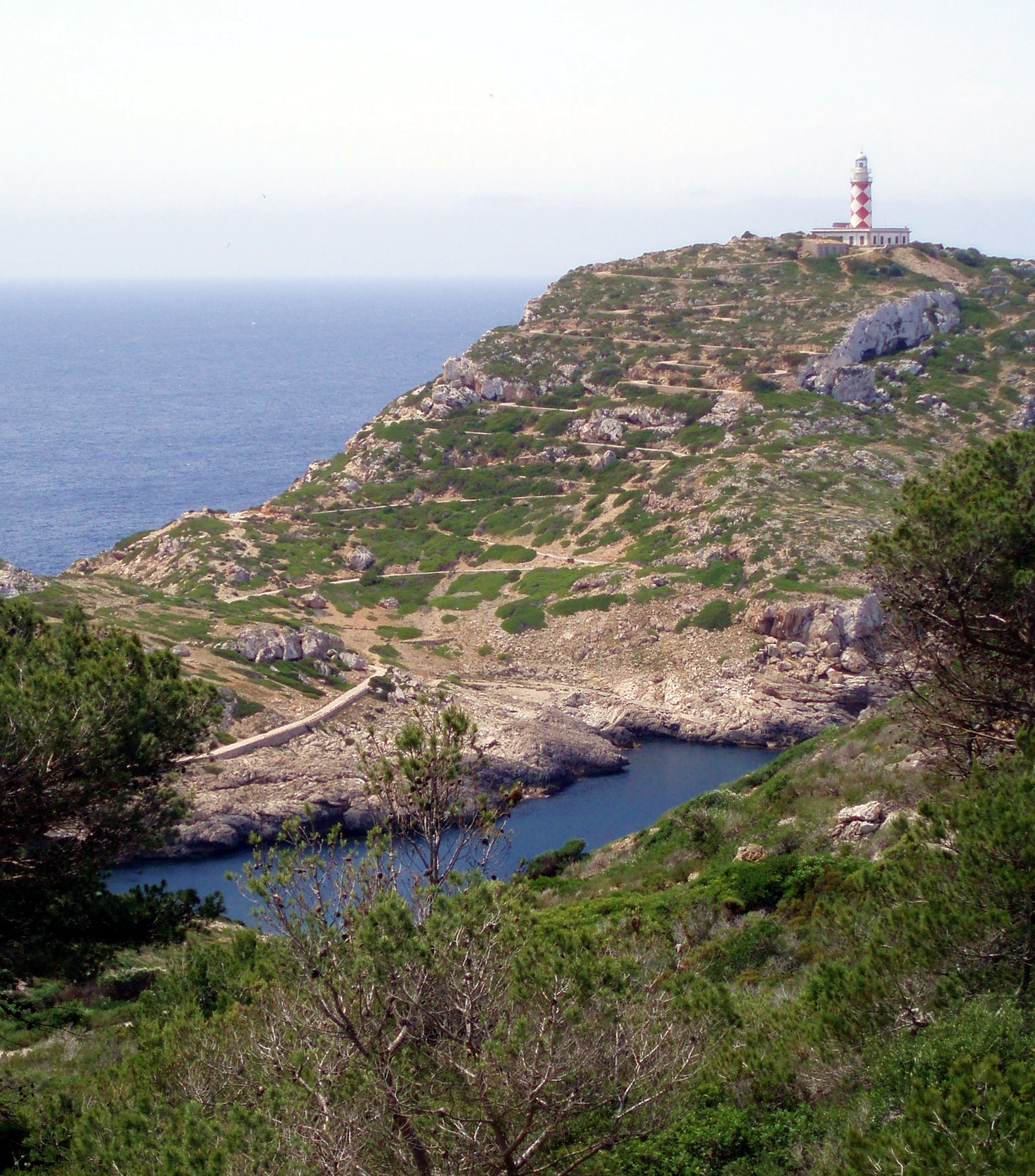
Leuchtturm

- Cova Blava (kastilisch Cueva Azul, „Blaue Grotte“), eine 160 Meter lange und 50 Meter breite Höhle, an der Nordseite der Cala Gandulf, die durch Reflexionen auf dem sandigen Grund blau schimmert. Die nur vom Meer aus zugängliche Grotte wird von Ausflugsbooten auf der Rückfahrt nach Mallorca angesteuert.
- Überreste eines Festungsturms aus dem 14. Jahrhundert zum Schutz vor Seeräuberüberfällen in Es Port.
- Denkmal von 1847 zur Erinnerung an die umgekommenen französischen Kriegsgefangenen von 1809 bis 1814
- Seemannsfriedhof
- Leuchtturm auf dem Punta de Anciola
- Museo Etnográfico e Histórico Es Celler, Museum zur Geschichte der Insel

## Besuch
Von Mallorca aus fahren Ausflugsboote (Golondrinas) nach Cabrera. Von Colònia de Sant Jordi dauert die ganzjährig angebotene Überfahrt ca. 50 Minuten. Von Portopetro dauert die vom 1. Mai bis zum 30. September täglich angebotene Fahrt ca. 75 Minuten. Für den privaten Besuch per eigenem Boot ist eine staatliche Genehmigung erforderlich, die Anzahl der Genehmigungen pro Tag ist auf 50 beschränkt. Es darf nur im winzigen Hafen festgemacht werden. Private Boote dürfen nicht ankern, um den Meeresgrund in diesem Naturschutzgebiet nicht zu beschädigen. Festgemacht wird an den 50 fest verankerten Moorings (Tonnen). Der Aufenthalt ist befristet: eine Nacht im Juli und August; zwei Nächte im Juni und September und bis zu sieben Nächte in der übrigen Zeit.
Der Haupttreffpunkt der Insel ist eine kleine Bar im Ort Es Port. Hier gibt es Kleinigkeiten zu essen und zu trinken sowie vermutlich das einzige Telefon der Insel. Ein Auffüllen der Seglervorräte ist jedoch kaum oder gar nicht möglich. In der 2014 errichteten Albergue de Cabrera, die zwölf Zimmer vermietet, können Touristen zwei Nächte bleiben.
| 1995                                          | 1996   | 1997   | 1998   | 1999   | 2000   | 2001   | 2002   | 2003   | 2004   | 2005   | 2006   | 2007   | 2008   | 2009   | 2010   | 2011   | 2012    | 2013   |
| 36.173                                        | 39.265 | 43.215 | 52.796 | 47.302 | 44.983 | 64.068 | 66.302 | 66.535 | 73.540 | 71.987 | 74.532 | 76.541 | 60.804 | 60.662 | 64.688 | 75.544 | 108.188 | 67.809 |
| * Besucherzahlen Ministerio de Medio Ambiente |        |        |        |        |        |        |        |        |        |        |        |        |        |        |        |        |         |        |